# República Checa nos Jogos Olímpicos de Inverno de 2014
A República Checa participou dos Jogos Olímpicos de Inverno de 2014, realizados na cidade de Sóchi, na Rússia. Foi a sexta aparição do país em Olimpíadas de Inverno.

## Medalhas
| Atleta                                                             | Esporte                 | Evento                     | Medalha |
| ------------------------------------------------------------------ | ----------------------- | -------------------------- | ------- |
| Eva Samková                                                        | Snowboard               | Snowboard cross feminino   | Ouro    |
| Martina Sáblíková                                                  | Patinação de velocidade | 5000 m feminino            | Ouro    |
| Martina Sáblíková                                                  | Patinação de velocidade | 3000 m feminino            | Prata   |
| Ondřej Moravec                                                     | Biatlo                  | Perseguição masculino      | Prata   |
| Gabriela Soukalová                                                 | Biatlo                  | Largada coletiva feminina  | Prata   |
| Ondřej Moravec Gabriela Soukalová Jaroslav Soukup Veronika Vítková | Biatlo                  | Revezamento misto          | Prata   |
| Jaroslav Soukup                                                    | Biatlo                  | Velocidade masculino       | Bronze  |
| Ondřej Moravec                                                     | Biatlo                  | Largada coletiva masculina | Bronze  |
| Eva Puskarčíková Gabriela Soukalová Jitka Landová Veronika Vítková | Biatlo                  | Revezamento feminino       | Bronze  |

Legenda
| Recorde mundial      | Recorde mundial (World record)               |                       | Recorde africano                      | Recorde africano (African) |                                           | Q | Classificado por posição (Qualified) |
| Recorde olímpico     | Recorde olímpico (Olympic record)            | Recorde da América    | Recorde da América (Americas)         | q                          | Classificado por melhor tempo (Qualified) |   |                                      |
| Melhor marca do ano  | Melhor marca do ano (World leading)          | Recorde asiático      | Recorde asiático (Asian)              | DNS                        | Não largou (Did not start)                |   |                                      |
| Recorde nacional     | Recorde nacional (National record)           | Recorde europeu       | Recorde europeu (European)            | DNF                        | Não terminou (Did not finish)             |   |                                      |
| Recorde pessoal      | Recorde pessoal do atleta (Personal best)    | Recorde da Oceania    | Recorde da Oceania (Oceania)          | DSQ / DQ                   | Desclassificado (Disqualified)            |   |                                      |
| Recorde da temporada | Recorde da temporada do atleta (Season best) | Recorde sul-americano | Recorde sul-americano (South America) | NM                         | Sem marca (No mark)                       |   |                                      |